# Иккис
Иккис (араб. إكيس‎) — деревня в Марокко с населением около 600 человек.
Расположена на горном хребте Высокий Атлас на высоте более 2000 метров над уровнем моря.
Горная дорога связывает этот населенный пункт с городом Асни и деревней Имлиль, несколько раз в неделю по ней проходит автобус. Немного выше по дороге находится деревня Тачеддирт.